# Under Pressure
„Under Pressure“ je společná skladba britského hudebníka Davida Bowieho a britské skupiny Queen. Autory textu a hudby jsou Bowie, Freddie Mercury, Roger Taylor, John Deacon a Brian May. Píseň vyšla 26. říjen 1981 jako singl.
V roce 1981 nahrával Bowie ve švýcarském Montreux s Giorgiem Moroderomem píseň „Cat People (Putting Out Fire)“ pro stejnojmenný film. Ve vedlejším studiu nahrávala skupina Queen svoje album Hot Space. Nápad zkusit společné nahrávání vznikl velmi spontánně. Producent alba Hot Space, David Richards, který spolupracoval s Bowiem už na albu "Heroes" popsal nahrávání ve studiu jako „absolutní šílenství“. Ve skladbě se mísí to nejlepší z Bowieho a Queenu.
Finální mix byl dokončený v New Yorku a názory byly smíšené. Roger Taylor považuje „Under Pressure“ za jednu z nejlepších písniček, které kdy nahráli. Iniciativa k vydání singlu vyšla především ze strany nahrávací společnosti EMI, která v „Under Pressure“ viděla obrovský hit a taktéž i odpovídající finanční zisky. EMI mělo pravdu, „Under Pressure“ se v prvním týdnu dostala na osmé místo v singlovém žebříčku, za týden už ale byla první. V USA se dostala na 26. místo.
„Under Pressure“ se stala pravidelnou součástí koncertního repertoáru Queen. Bowie se k ní poprvé vrátil až v roce 1992, když jí zazpíval jako duet s Annie Lennox, členkou skupiny Eurythmics, na koncertě The Freddie Mercury Tribute Concert. Od roku 1995 Bowie hrál „Under Pressure“ prakticky na každém turné, přičemž jeho baskytaristka Gail-Ann Dorseyová zpívala Mercuryho part.
Známou úvodní basovou linku si z této písně vypůjčil v roce 1990 raper Vanilla Ice do svého hitu Ice Ice Baby. Následně, co se tenhle singl stal slavným, se vedly soudní spory o autorství, které však nakonec Queen vyhrály.

## Video
Žádná ze zúčastněných stran se příliš nehrnula propagovat nový singl, navzdory jeho jasným hitovým ambicím. Režií videoklipu byl pověřen Bowieho dvorní režisér David Mallet. Mallet vytvořil koláž z němých filmů (ve videoklipu se objeví Greta Garbo, John Gilbert a záběry z filmu Nosferatu.) a zpravodajských záběrů masové nezaměstnanosti během hospodářské krize, destrukce starých budov a chudoby.
Videoklip byl zakázaný britskou vysílací společností BBC, protože kromě jiného se v něm nacházely i záběry bombového útoku Irské republikánské armády v Belfastu. Vzdor tomu, že Velká Británie přišla o videoklip, singlu to nezabránilo v tom, aby se stal hitem.

## Seznam skladeb

### 7" (1981)
1. „Under Pressure“ (Bowie, Mercury, Taylor, Deacon, May) - 4:02
2. „Soul Brother“ (Mercury, Taylor, Deacon, May) - 3:38

### CD Version 1 (1999)
1. „Under Pressure“ (Rah Mix Album Version) (Bowie, Mercury, Taylor, Deacon, May) - 4:11
2. „Bohemian Rhapsody“ (Mercury, Taylor, Deacon, May)
3. „Thank God It's Christmas“ (Mercury, Taylor, Deacon, May)

### CD Version 2 (1999)
1. „Under Pressure“ (Rah Mix Radio Edit) (Bowie, Mercury, Taylor, Deacon, May) - 3:46
2. „Under Pressure“ (Mike Spencer Mix) (Bowie, Mercury, Taylor, Deacon, May) - 3:53
3. „Under Pressure“ (Knebworth Mix) (Bowie, Mercury, Taylor, Deacon, May)

### CD Version 3 (1999)
1. „Under Pressure“ (Rah Mix Radio Edit) (Bowie, Mercury, Taylor, Deacon, May) - 3:46
2. „Under Pressure“ (Club 2000 Mix) (Bowie, Mercury, Taylor, Deacon, May)

## Koncertní verze
- Queen nahráli poprvé koncertní verzi „Under Pressure“ na koncertu v kanadském Montrealu 24. listopadu 1981. Tato verze se nachází v koncertním filmu We Will Rock You.
- Další verze pochází z koncertu v Anglii v Milton Keynes, v roce 1982. Tato verze byla vydána roku 2004 na koncertním albu/DVD Queen on Fire - Live at the Bowl.
- Třetí verze byla nahrána na stadionu ve Wembley v Londýně roku 1986. Tato verze byla vydaná na koncertním albu/DVD Live at Wembley Stadium.
- David Bowie nahrál verzi se svojí kapelou roku 1995 na turné k albu 1.Outside a vydal jí na singlu „Hallo Spaceboy“ roku 1996.